# Federação Brasileira pelo Progresso Feminino
A Federação Brasileira pelo Progresso Feminino (FBPF) foi uma organização fundada em 9 de agosto de 1922 no Rio de Janeiro em prol dos direitos civis e políticos das mulheres, principalmente, por iniciativa da líder feminista brasileira Bertha Lutz. A FBPF é herdeira da Liga para a Emancipação Intelectual da Mulher, fundada em 1919 e dissolvida em 1922 após a participação de Lutz na Conferência Pan-Americana de Mulheres, a qual instituiu a Liga Brasileira para o Progresso da Mulher como uma filial da Associação Pan-Americana de Mulheres. Em 1924, a organização é renomeada para Federação Brasileira pelo Progresso Feminino.
Durante seus anos de maior atuação, o movimentou liderou conquistas como a criação da União Universitária Feminina, o ingresso de meninas no Colégio Pedro II, o voto feminino e leis de proteção à mulher e à criança.

## Antecedentes

### Liga para a Emancipação Intelectual da Mulher
A Federação Brasileira pelo Progresso Feminino é herdeira da Liga para Emancipação Intelectual da Mulher, criada em 1919 com os objetivos de reivindicar os direitos das mulheres e discutir questões ligadas ao movimento feminista. Além de Bertha, entre suas fundadoras estão: Isabel Imbassahy Chermont; Stella Guerra Duval e Jerônima Mesquita, fundadoras do Pró-Matre; Júlia Lopes de Almeida, escritora; Maria Lacerda de Moura, professora.
Pertencentes à elite carioca, as mulheres que formavam a Liga circulavam pelos grupos de poder, o que permitia que apresentassem suas reivindicações e fizessem pressão aos políticos da época. Essa estratégia era complementada com a divulgação na imprensa e organização de palestras sobre as bandeiras que defendiam.
Ainda em 1919, a Liga conquistou um avanço para o sufrágio feminino - bandeira herdada pela Federação e conquistada em 1932. O senador Justo Chermont apresentou um projeto que propunha permitir o voto de mulheres alfabetizadas maiores de 21 anos. Em 1921, a Comissão de Constituição e Diplomacia aprovou o projeto, porém faltava a 2ª discussão para colocar a resolução em vigor. À espera desse encontro, Bertha tornou-se uma pressão constante no Parlamento e chegou a se envolver na elaboração da emenda pelo sufrágio feminino e a participar de uma reunião da Comissão.
Em fevereiro de 1922, a liga lançou um manifesto a respeito das eleições que aconteciam naquele ano e pediu que as mulheres fizessem propaganda em prol de Nilo Peçanha e J.J. Seabra, candidatos à presidência e vice-presidência respectivamente. O primeiro defendia o voto feminino e foi um dos deputados que apoiou a causa desde 1890.

#### Relação internacional
Com o objetivo de se aprofundar no assunto e dar visibilidade à Liga, desde a fundação da Liga, Bertha Lutz construiu relações com grupos feministas internacionais, entre eles: National Union of Societies for Equal Citizenship, International Woman Suffrage Alliance, Alianza Uruguaya para el Sufragio Feminino, Leslie Woman Suffrage Comission, National League of Women Voters e National American Woman’s Suffrage Association. Em junho de 1922, Bertha representou o Brasil na 1ª Conferência Pan-Americana de Mulheres. Sua participação mudou os rumos do movimento pelos direitos políticos e civis das mulheres.

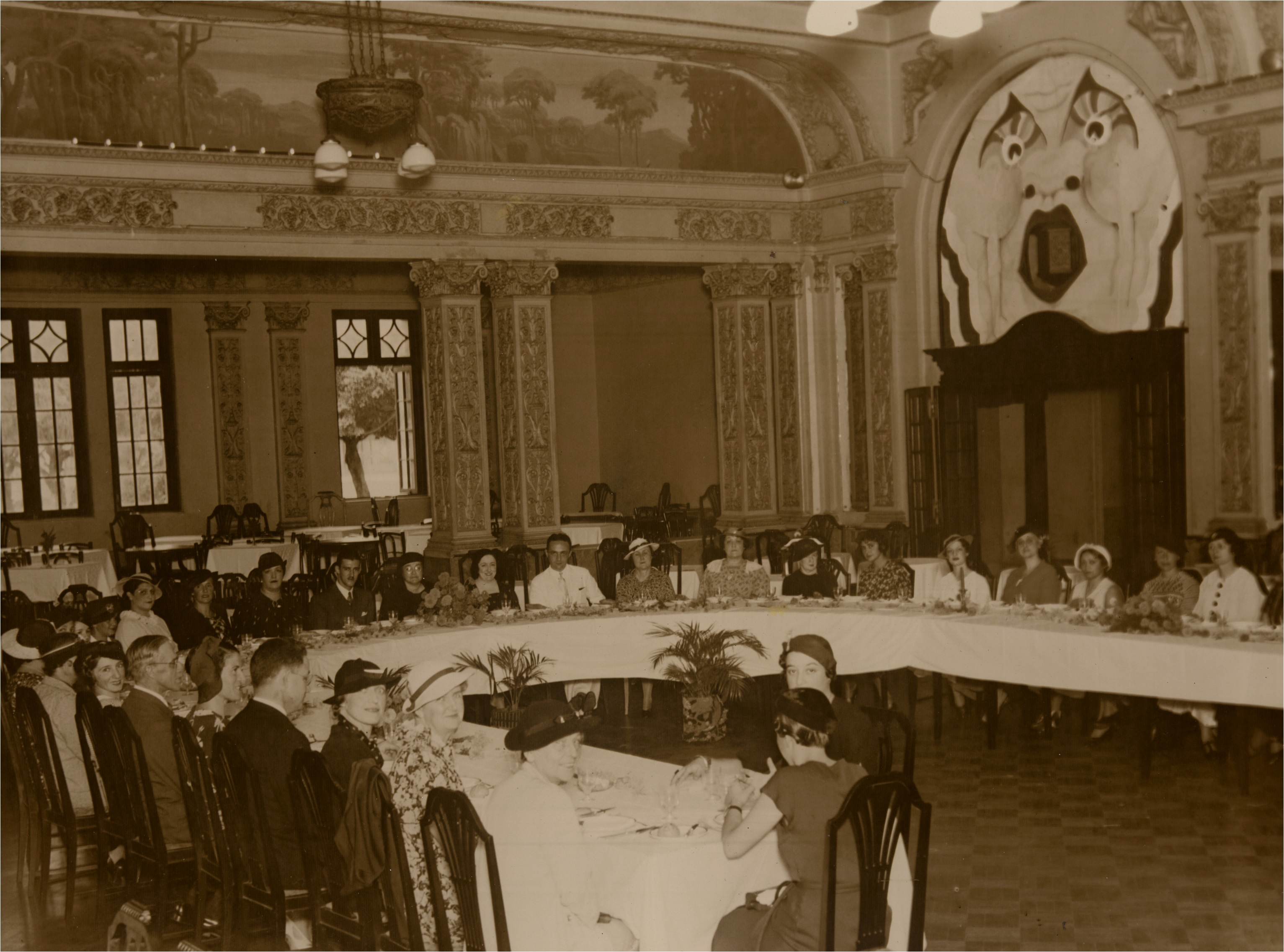
Almoço pan-americano organizado pela Federação Brasileira para o Progresso Feminino.

### Conferência Pan-Americana de Mulheres
O evento aconteceu em Baltimore nos Estados Unidos entre os dias 20 e 23 de junho de 1922 e contou com a presença de representantes de 22 países. Com base na experiência feminista nos Estados Unidos, Bertha Lutz trouxe para o movimento do Brasil outra estratégia que auxiliaria a acelerar a conquista de direitos pelas mulheres brasileiras.
Como resultado do encontro foi formada a Associação Pan-Americana de Mulheres e a brasileira foi escolhida para ser vice-presidenta. Em 1925, o grupo passa a se chamar União Interamericana de Mulheres e Lutz se tornou presidente. Entre os objetivos do grupo estava a melhora na educação das mulheres, proteção legal às mulheres, voto feminino e a aproximação entre as mulheres de todos os países do continente americano. As integrantes também assumiram a responsabilidade de fundar associações nacionais em seus países, além de filiais estaduais e municipais. Tal fato resultou no fim da Liga para a Emancipação Intelectual da Mulher e surgimento da Liga Brasileira para o Progresso da Mulher, que se torna filiar da Associação Pan-Americana.

## Surgimento da Federação

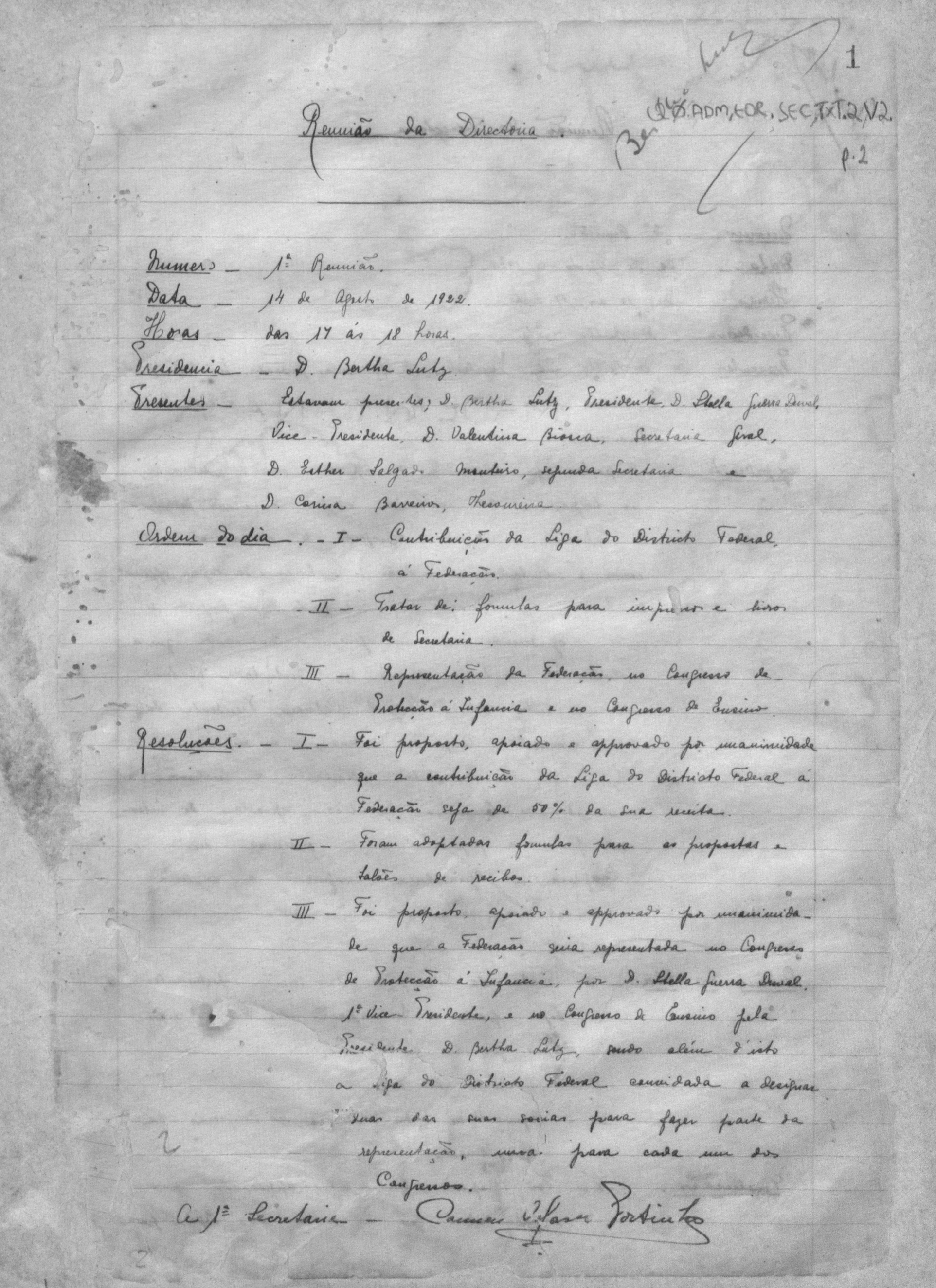
Ata da primeira Reunião de Diretoria.

A Liga Brasileira para o Progresso da Mulher foi criada no dia 9 de fevereiro de 1922 no Rio de Janeiro e tinha como objetivo coordenar e orientar os trabalhos de qualificação da mulher para que esta participe da vida social, seja ela doméstica ou pública, intelectual e política. O movimento tinha como pretensão:
- Promover a educação de mulheres de maneira a aumentar as taxas de instrução feminina
- Proteger mães e crianças
- Conquistar direitos trabalhistas para as mulheres
- Auxiliar boas iniciativas e orientá-las para a escolha de uma profissão
- Estimular a troca e cooperação entre mulheres e engajá-las em questões sociais e públicas
- Assegurar os direitos políticos das mulheres garantidos pela Constituição e prepará-las para o exercício desses direitos
- Estreitar os laços de amizade com outros países americanos de maneira a garantir a manutenção da paz no continente

No mesmo ano, a Liga abriu filiais em São Paulo e Belo Horizonte, em dezembro aconteceu a I Conferência pelo Progresso Feminino e a liga foi renomeada para Federação das Ligas pelo Progresso Feminino - até que em 1924 torna-se a Federação Brasileira pelo Progresso Feminino.

## Conferência pelo Progresso Feminino

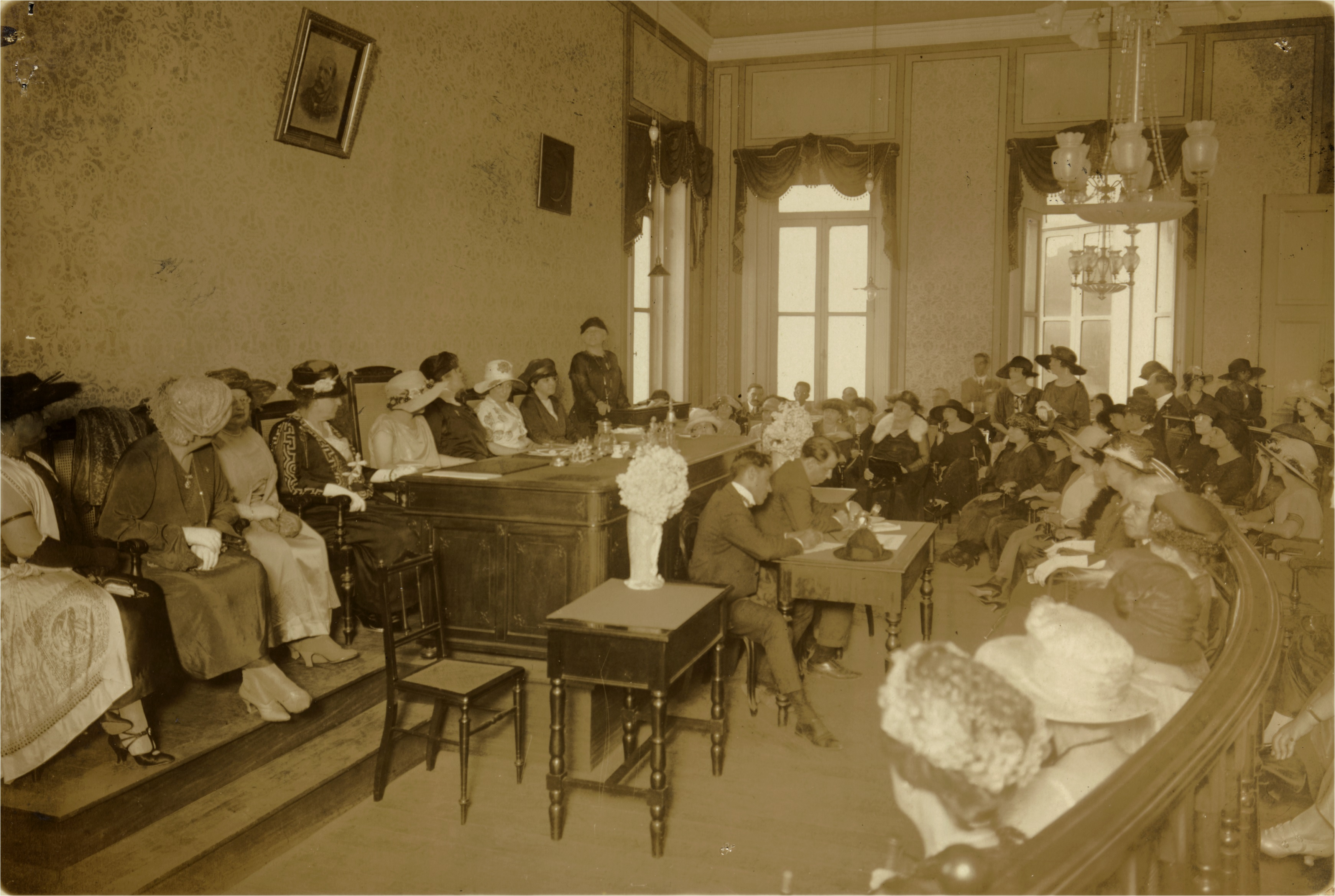
Conferência pelo Progresso Feminino organizada pela FBPF em 1922.

### I Conferência pelo Progresso Feminino (1922)
Entre os dias 19 a 23 de dezembro de 1922 aconteceu no centro do Rio de Janeiro a 1ª Conferência pelo Progresso Feminino. O evento foi elogiado pela imprensa e contou com a colaboração da União e dos governos estaduais. Participaram 25 delegadas da Federação, 24 delegadas da Liga do Distrito Federal, 20 da filial paulista, duas da mineira e homens políticos como Lopes Gonçalves, Justo Chermont, Lauro Müller, Evaristo de Moraes e Estácio Coimbra.
O evento teve como um dos seus destaques a discussão sobre a emancipação política das mulheres. Também foram tratados temas como educação feminina e atuação no mercado de trabalho. Para aprofundar os assuntos, foram criadas 7 comissões. Elas eram: Instrução e Ensino; Carreiras e campos de atividades apropriadas às mulheres; Trabalho feminino; Direito da mulher; Assistência e proteção à mãe e à criança; Organização e O Papel da mulher na civilização.

### II Conferência pelo Progresso Feminino (1931)
Entre 19 e 30 de julho de 1931, aconteceu no Rio de Janeiro a 2ª Conferência pelo Progresso Feminino. Desta vez, o foco das discussões foram as questões trabalhistas. Também foram debatidos temas como proteção às mães e a infância, educação - com foco na educação integral - e instrução para as mulheres.

## Conquistas
Com campanhas pela ampliação dos direitos civis e políticos das mulheres, entre suas maiores bandeiras estavam o voto feminino universal - conquistado em 1932 - e o acesso à educação.

### União Universitária Feminina
Fundada no dia 13 de janeiro de 1929 pela Federação, tinha como objetivo coordenar os esforços de mulheres formadas ou matriculadas no Ensino Superior de maneira a promover a colaboração entre elas para que juntas defendessem seus interesses nas profissões, desenvolvessem a intelectualidade das mulheres no Brasil e contribuíssem para o progresso feminino no país. A União Universitária auxiliava mulheres que entravam no curso superior a ultrapassar barreiras impostas pela sociedade. A atuação do grupo se destacou nos cursos de Direito, Engenharia e na área da Ciência.

### Admissão de meninas no Colégio Pedro II

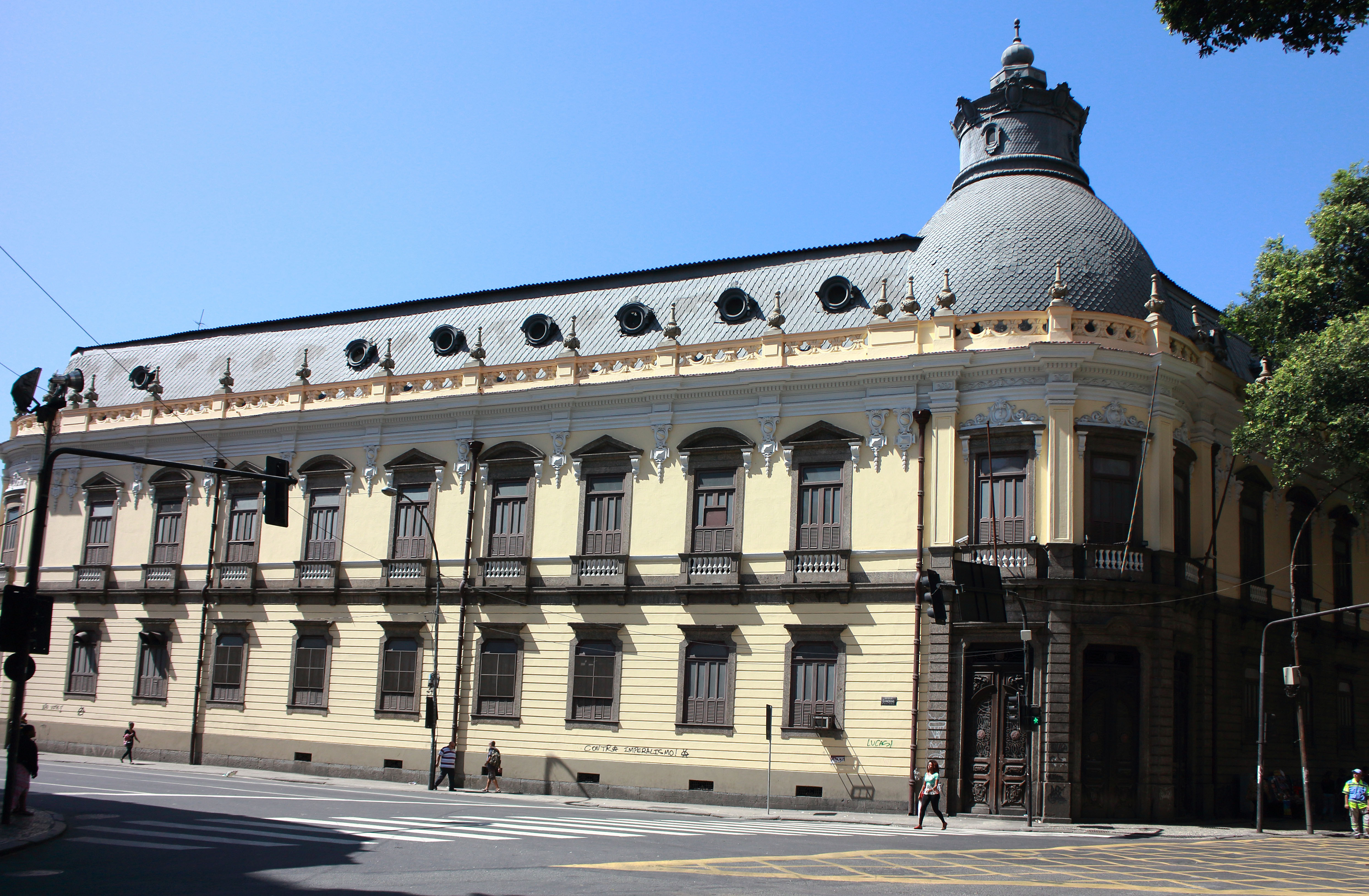
Colégio Pedro II atualmente.

Inaugurado em 1837, o tradicional Colégio Pedro II era destinado para a educação de alunos homens e era vista como modelo para o país ao oferecia um nível de instrução que garantia o acesso ao ensino superior e superava outras escolas secundárias. Em 1883, o  Dr. Candido Barata Ribeiro solicitou a matrícula no primeiro ano de suas duas filhas e o senador Pedro Leão Velloso autorizou a admissão delas na escola. Outras meninas também ingressaram ao colégio naquele período. Em 1885, haviam 15 alunas matriculadas, das quais apenas uma cursava o último ano. No entanto, no final daquele ano foi proibida a admissão de meninas por falta de orçamento para ter uma inspetora que acompanhava as alunas. Em 1889, todas as meninas foram transferidas para outras escolas consideradas "adequadas para meninas".
Em 1922, durante a I Conferência pelo Progresso Feminino, na Comissão de Educação e Instrução discutiu-se a formação escolar da mulher. Bertha Lutz foi uma das responsáveis por defender a admissão de meninas no Colégio Pedro II. Ela assinou uma indicação que instruía a Conferência a reivindicar com as autoridades responsáveis o ingresso de alunas na escola secundária. A Federação manteve-se no pleito até que, em 1926, Yvonne Monteiro da Silva foi a primeira aluna a entrar no Colégio Pedro II desde 1889. Desde aquele momento cresceu gradualmente o número de meninas que puderam ter acesso à educação oferecida pela instituição federal.

### Sufrágio feminino

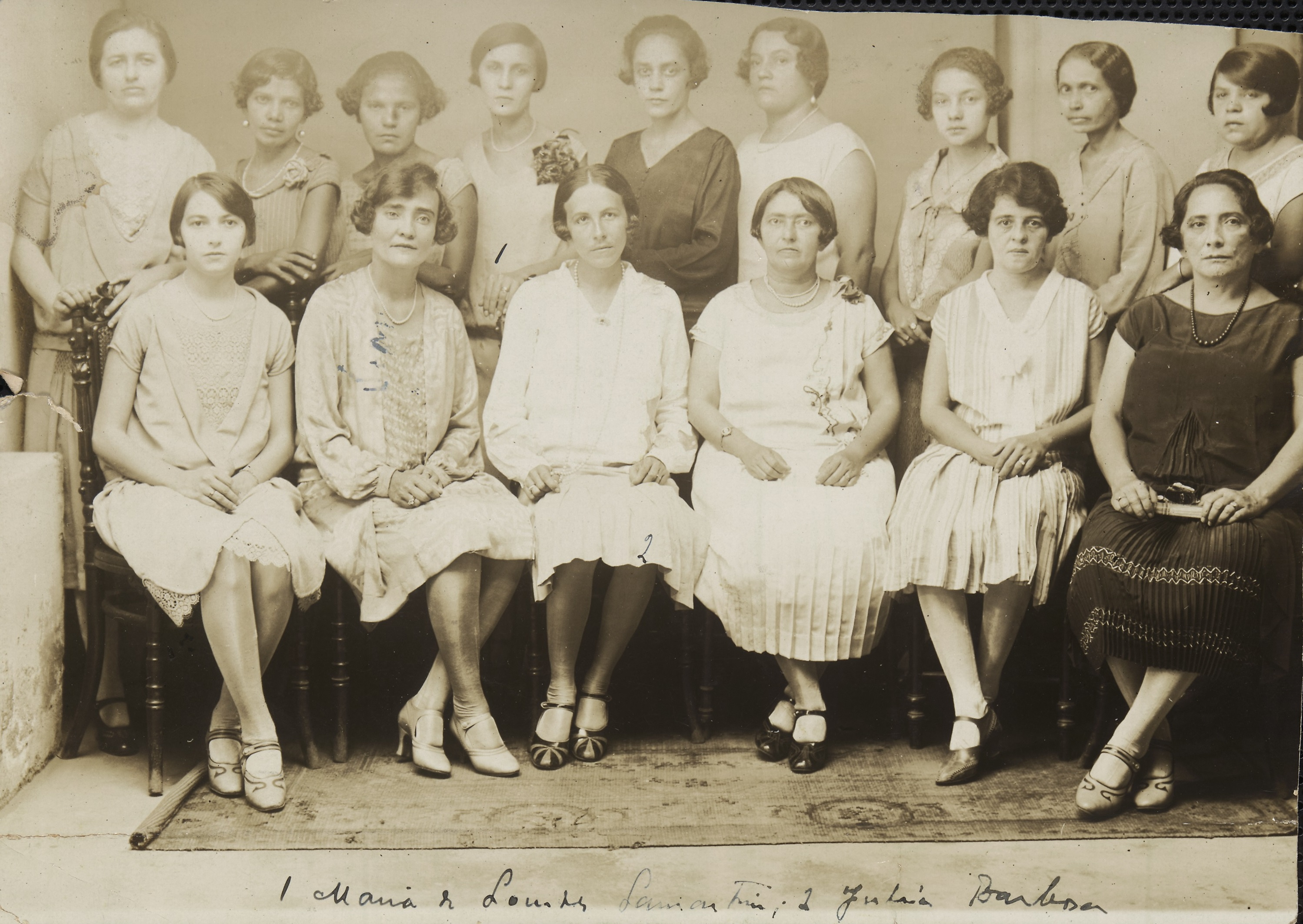
Primeiras eleitoras do Brasil. Natal, Rio Grande do Norte, 1928.

Em 1922, durante a I Conferência pelo Progresso Feminino, uma das mesas discutiu o voto feminino. Participaram da conversa: a diretoria da Federação e políticos favoráveis ao sufrágio feminino como o vice-presidente da República, Estácio Coimbra e os senadores Lopes Gonçalves e Lauro Müller. O evento criou uma comoção na imprensa e na sociedade civil, porém não foi suficiente para constituir um grupo de apoio dentro do poder Legislativo.
A primeira conquista foi em 1927 quando a Lei estadual nº 660 no Rio Grande do Norte extinguiu a distinção de gênero para os eleitores, ou seja, permitiu que mulheres votassem e fossem votados - desde que cumprissem os requisitos: ser alfabetizada e maior de 21 anos. Quinze mulheres votaram durante as eleições municipais em 1928, Alzira Soriano foi eleita prefeita de Lajes (RN), Júlia Alves Barbosa em Natal e Joana Cacilda de Bessa em Pau dos Ferros foram eleitas para o cargo de intendente municipal. Em seguida, o Tribunal Eleitoral do estado anulou os votos das mulheres, mas o episódio fortaleceu os movimentos sufragistas pelos país. No dia 24 de fevereiro de 1932, o decreto nº 21.076 institui, no artigo 2, que é eleitor todo cidadão maior de 21 anos, independente do gênero, ou seja, é aprovado o sufrágio feminino.

### Proteção às mães
O trabalho da Federação colaborou para que a Constituição de 1934 institui-se a licença-maternidade de três meses com direito ao salário integral e a preferência para que mulheres liderassem as instituições de assistência às mães e crianças. Entre as propostas defendidas que não entraram na Carta Magna de 1934 estava a criação do Ministério da Maternidade, Infância e Lar e os reconhecimentos dos direitos maternais.
A organização também se ocupou de supervisionar o cumprimento dos direitos assegurados pelo texto legal do país a partir de 1934. Em 1936, foi reivindicada a criação do Estatuto da Mulher. No mesmo ano, Bertha assumiu o cargo de deputada federal e foi nomeada presidente da Comissão Especial do Congresso para o Estatuto da Mulher, que tinha como objetivo regulamentar os dispositivos constitucionais de proteção às mães e às crianças. No anteprojeto criado pela Comissão previa-se a formação do Departamento da Mulher, que teria como função cuidar das questões ligadas ao trabalho feminino e da assistência social às mulheres, mães e crianças. No entanto, o Estatuto não entrou em vigor devido à dissolução do Congresso em 1937 com a instituição do Estado Novo.

## Legado
Após a conquista do sufrágio feminino, o movimento foi gradualmente se desarticulando e, com a instituição do Estado Novo em Novembro de 1937, a Federação perde força.

## Participantes
Apesar de bandeiras envolverem todas as mulheres, a Federação foi integrada apenas por mulheres da classe média-alta. Foi a própria organização estrutural que dificultou a participação ampla das mulheres, pois a diretoria era responsável pela nomeação da vice-presidência e presidência - que deveria ser mudar a cada dois anos, mas, na prática, o cargo foi ocupado por Bertha Lutz durante todo o período de atuação da Federação.
| Cargo               | Responsável                           |
| ------------------- | ------------------------------------- |
| Presidente          | Bertha Lutz                           |
| Vice-presidente     | Jeronyma Mesquita                     |
| 2ª Vice-presidente  | Maria Amalia Bastos de Miranda Jordão |
| Secretária Geral    | Maria Esther Corrêa Ramalho           |
| 1ª Secretária       | Maria Amalia de Faria                 |
| 2ª Secretária       | Carmen de Carvalho                    |
| Tesoureira          | Carmen Velasco Portinho               |
| Consultora Jurídica | Orminda Bastos                        |

| Área       | Responsável                   |
| ---------- | ----------------------------- |
| Biblioteca | Luiza Sapienza                |
| Expedição  | Marianna Gurjão               |
| Imprensa   | Adelaide da Silva Côrtes      |
| Sede       | Alice Pinheiro Coimbra        |
| Rádio      | Esther Pêgo Rodbeere Williams |